# 谭宁邦
谭宁邦（本名杰拉尔德·坦纳鲍姆，1916年—2001年），美国军人、教授，中国慈善组织官员、演员、教授。

## 参军
谭宁邦生于马里兰州巴尔的摩。1939年从西北大学毕业，从事广告业。1942年加入美国陆军。第二次世界大战期间先在美軍軍報《战争中人》任编辑，后在美軍电台担任节目制作人，主编《美軍无线电台回放》月刊，获上尉军衔。1945年獲选为美軍电台成员到中国重庆及中印缅战区司令部工作，建立“駐華美軍電台”任副主任，同时担任上海XMHA电台台長。

## 辅佐宋庆龄
第二次世界大战之后1946年作为联合国善后救济总署的军官到中国。1947年退伍，回美国前夕的一次聚餐会上，宋庆龄请他参加中国福利基金会的工作，周恩来支持，谭宁邦欣然同意，成了中国福利基金会总干事，宋庆龄的英文秘书。谭宁邦被宋庆龄派到美国工作期间促成美国战灾儿童义养会将中国福利基金会作为在中国的代理，开展儿童收容救助工作。谭宁邦任战灾儿童义养会中国分会总干事。其间华盛顿专栏作家德鲁·皮尔逊还撰文说他和宋庆龄有染，被宋庆龄正式否认。
有一种说法说谭宁邦是美国共产党党员，1946年帶著美共總書記霍爾簽字的信來中國福利基金會找宋庆龄得到工作，其间曾运输药品到中国共产党控制的地区。
在担任宋庆龄秘书期间，曾帮助美国人阳早、寒春见到周恩来及投奔共产党控制的地区。
1949年中华人民共和国成立后，谭宁邦成了宋庆龄主办的中国福利基金会总干事、中国福利会顾问的总干事，后转为顾问。他主管了上海儿童剧院等项目。他还在几个上海的大学教授美国文学和英文。

## 演艺事业
谭宁邦在多部中国电影中演出了外国人的角色，包括《白求恩大夫》中的白求恩、《林则徐》中的英国鸦片贩子宝顺洋行经理颠地、《风暴》中的英国驻汉口总领事和《停战以后》中的美国谈判代表等七部影片。由于他拒绝演出反派的美国人，因此戏路受到限制。
谭宁邦还参与了多部中国影片英语版本的工作，包括翻译中国用英语译配解说的第一部影片舞剧片《宝莲灯》，为电影《聂耳》配音，翻译解说美术片《小蝌蚪找妈妈》等。
他也是最早向北京人民艺术剧院推荐美国剧作家阿瑟·米勒的人，因为米勒说过中国是共产主义国家中最自由的。1983年米勒到中国執導了他的剧作《推销员之死》。

## 叶落归根
文化大革命开始之后谭宁邦担心被冲击。1972年尼克松访华后，谭宁邦携妻子Chen Yuanchi（上海人民艺术剧团女演员）回到美国，在加利福尼亚州圣巴巴拉定居，在几个大学教授国际关系，1987年退休。老年之后患帕金森氏症。
跟他到美国后不久，他的中国妻子Chen Yuanchi就在1972年1月22投书New York Times发表英语文章Why I Married an American https://www.nytimes.com/1972/01/22/archives/why-i-married-an-american.html （页面存档备份，存于）</ref>。
2001年，谭宁邦在加州病逝。